# مراسم تنفیذ و تحلیف چهاردهمین دوره ریاست‌جمهوری در ایران

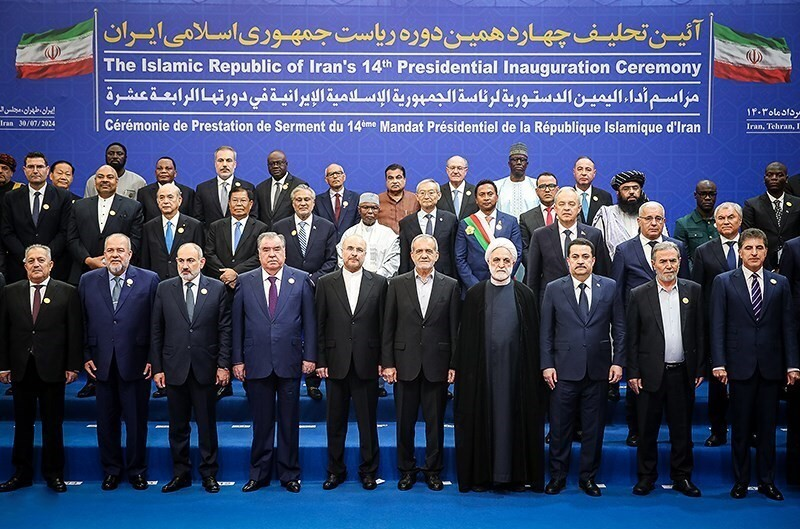
عکس یادگاری مراسم تحلیف

مراسم تنفیذ و تحلیف مسعود پزشکیان، رئیس‌جمهور منتخب چهاردهمین انتخابات ریاست‌جمهوری ایران، به ترتیب در روزهای ۷ و ۹ مرداد ۱۴۰۳ برگزار شد. مراسم تحلیف پزشکیان همچون رؤسای جمهور پیشین ایران، بعد از مراسم تنفیذ در بیت رهبری در مجلس شورای اسلامی برگزار شد. تحلیف حکم ریاست‌جمهوری پس از مراسم تنفیذ حکم رئیس‌جمهور با حضور رئیس دیوان‌عالی کشور، اعضای شورای نگهبان قانون اساسی و رئیس قوه قضائیه انجام شد. در این مراسم که در مجلس شورای اسلامی انجام شد، رئیس‌جمهور منتخب طبق اصل ۱۲۱ قانون اساسی سوگند یاد کرد که همهٔ استعداد و صلاحیت خویش را در راه ایفای مسئولیت‌هایی که به‌عهده گرفته است، به‌کار گیرد و در پایان سوگندنامه را امضا کرد.

## مراسم تنفیذ
مراسم تنفیذ روز یکشنبه ۷ مرداد ۱۴۰۳ در بیت رهبری برگزار شد. سید علی خامنه‌ای رهبر جمهوری اسلامی ایران، پس از انتظار مهمانان و شخصیت‌های سیاسی به تنهایی وارد حسینیه امام خمینی شد و در کنار مسعود پزشکیان رئیس‌جمهور منتخب، محمد مخبر سرپرست ریاست‌جمهوری، احمد جنتی دبیر شورای نگهبان، محمدعلی موحدی رئیس مجلس خبرگان رهبری، صادق لاریجانی رئیس مجمع تشخیص مصلحت نظام، محمدباقر قالیباف رئیس مجلس شورای اسلامی و غلامحسین محسنی اژه‌ای رئیس قوه قضائیه، روبروی مهمانان نشست و مراسم به‌طور رسمی در ساعت ۱۰ صبح آغاز شد. احمد وحیدی وزیر کشور، در ابتدای مراسم گزارشی از روند برگزاری انتخابات ارائه کرد و سپس رئیس‌جمهور منتخب، حکم تنفیذ ریاست‌جمهوری را از رهبر جمهوری اسلامی ایران تحویل گرفت و دولت چهاردهم جمهوری اسلامی ایران به‌طور رسمی با مدیریت مسعود پزشکیان آغاز به کار کرد.
در این مراسم محمد مخبر به یادبود از سید ابراهیم رئیسی تنفیذ نامه را به رهبر جمهوری اسلامی ایران تقدیم و سپس رهبر نیز تنفیذ نامه را به رئیس‌جمهور منتخب واگذار کرد. محمود احمدی‌نژاد و سید محمد خاتمی رئیس‌جمهورهای پیشین ایران از غایب‌های سرشناس این مراسم بودند.

## مراسم تحلیف

### مهمان‌های خارجی
شماری از مقامات کشورهای مختلف که در مراسم تحلیف شرکت کردند:

#### سران / معاونین
- عراق: محمد شیاع السودانی، نخست‌وزیر عراق[۹]
- تاجیکستان: امامعلی رحمان، رئیس‌جمهور تاجیکستان[۱۰]
- گرجستان: ایراکلی کوباخیدزه، نخست‌وزیر گرجستان[۱۱]
- ارمنستان: نیکول پاشینیان، نخست‌وزیر ارمنستان[۱۲]
- جمهوری آذربایجان: علی اسدوف، نخست‌وزیر جمهوری آذربایجان
- اقلیم کردستان عراق: نچیروان بارزانی، رئیس اقلیم کردستان
- کوبا: مانوئل ماررو کروز، نخست‌وزیر کوبا[۱۳]
- سوریه: حسین عرنوس، نخست‌وزیر سوریه[۱۴]
- برزیل: ژرالدو آلکمین، معاون رئیس‌جمهور برزیل[۹]
- ترکمنستان: رشید مردوف، معاون اول رییس جمهور و وزیر امور خارجه ترکمنستان[۱۵]
- افغانستان: محمد عبدالکبیر، معاون سوم امور سیاسی کفیل رئیس‌الوزرای افغانستان[۱۶]
- صربستان: الکساندر وولین، معاون نخست‌وزیر صربستان[۱۷]
- مالدیو: حسین محمد لطیف، معاون رئیس‌جمهور مالدیو[۱۸]
- زیمبابوه: کمبو موهادی، معاون رئیس‌جمهور زیمبابوه[۱۹]
- پاکستان: محمد اسحاق دار، معاون نخست‌وزیر و وزیر خارجه پاکستان[۲۰]
- قرقیزستان: باکیت توروبایوف، معاون نخست‌وزیر قرقیزستان[۲۱]
- میانمار: تان سو، معاون نخست‌وزیر میانمار[۲۲]

#### مقامات پارلمانی
- روسیه: ویاچسلاو وولودین، رئیس دومای دولتی روسیه[۹]
- مالزی: جوهری عبدل، رئیس دوان راکیات مالزی[۱۳]
- الجزایر: ابراهیم بوغالی، رئیس مجمع ملی خلق الجزایر[۲۳]
- چین: پنگ چینگهوا، معاون رئیس کمیته دائمی کنگره ملی خلق چین[۲۴]
- سری‌لانکا: ماهیندا یاپاابیواردانه، رئیس مجلس سریلانکا[۲۵]
- بلاروس:  ایگور سرگینکو، رییس مجلس نمایندگان بلاروس[۲۶]
- ازبکستان: نورالدین اسماعیل اف، رئیس مجلس ازبکستان[۲۷]
- کومور: موستروان عبدو، رئیس مجلس کومور[۲۸]
- مالی: ملک جائو، رئیس مجمع ملی مالی[۲۹]
- قزاقستان: مولن آشیمبایف، رئیس سنای پارلمان قزاقستان[۳۰]
- سنگال: آمادو مامو جوپ، رئیس مجلس سنگال[۳۱]
- سیرالئون: ابراهیم تاواکونته، نایب رئیس مجلس سیرالئون[۳۱]
- غنا: آندرو آسیما آمواکو، نایب رئیس مجلس غنا[۳۲]
- ماداگاسکار: آگوستین آندریامانانورو، نایب رئیس مجلس ملی ماداگاسکار[۳۳]

#### وزرا
- ترکیه: هاکان فیدان، وزیر امور خارجه ترکیه[۳۴]
- امارات متحده عربی: حمدان بن محمد آل مکتوم، وزیر دفاع امارات متحده عربی[۳۵]
- مصر: بدر عبدالعاطی، وزیر امور خارجه مصر[۳۶]
- سودان: حسین عوض، وزیر امور خارجه سودان[۳۷]
- کویت:  عبدالله الیحیا، وزیر امور خارجه کویت

- گامبیا: مامادو تانگارا، وزیر خارجه گامبیا[۱۳]
- آفریقای جنوبی: رونالد لامولا، وزیر امور خارجه آفریقای جنوبی[۳۸]
- بولیوی: سلیندا سوسا، وزیر امور خارجه بولیوی[۳۹]
- بحرین: عبداللطیف بن رشید الزیانی، وزیر امور خارجه بحرین[۴۰]
- قطر: سلطان بن سعد المریخی، وزیر مشاور در امور خارجه قطر[۴۱][۴۲]
- اریتره: عثمان صالح، وزیر امور خارجه اریتره[۴۳]
- تانزانیا: محمود ثابت کمبو، وزیر امور خارجه تانزانیا[۱۰]
- موریتانی: محمد یحیی سعید، وزیر امور خارجه موریتانی[۱۰]
- جمهوری کنگو: ژان کلود گاکوسو، وزیر امور خارجه کنگو[۳۱]
- بورکینافاسو: کارماکو ژان، وزیر خارجه بورکینافاسو[۳۱]
- عربستان سعودی: عبدالعزیز بن سعود بن نایف آل سعود، وزیر کشور[۴۴]
- عمان: سعید محمد الصقری، وزیر اقتصاد عمان[۴۵]
- نیجر: سالیفا مودی، وزیر دفاع نیجر[۴۶]
- نیجر: باکاری یائو سانگاره، وزیر خارجه نیجر[۴۶]
- نیجر: سومانا بوباکار، وزیر کابینه نیجر[۴۶]
- لبنان: عباس الحاج حسن، وزیر کشاورزی لبنان[۴۷]
- اردن: ابراهیم حدیثه الجازی، وزیر مشاور در امور نخست‌وزیری اردن[۴۸]
- هند: نیتین گادکاری، وزیر حمل و نقل هند[۴۹]
- ژاپن: تسوگه یوشیفومی، وزیر مشاور در امور خارجه ژاپن[۵۰]

#### سایر مقامات خارجی
- اتحادیه اروپا: انریکه مورا، قائم‌مقام مسئول سیاست خارجی اتحادیه اروپا[۱۰]
- کره جنوبی: چونگ بیونگ چون، معاون وزیر امور خارجه کره جنوبی[۵۱]

#### سازمان‌های بین‌المللی
- حسین ابراهیم طه، دبیرکل سازمان همکاری‌های اسلامی[۴۷]
- ژانگ مینگ، دبیرکل سازمان همکاری‌های شانگهای[۵۲]
- ایسیاکا عبدالقدیر امام، دبیرکل گروه هشت کشور اسلامی در حال توسعه[۵۳]
- پورنچای دانویواتانا، دبیرکل مجمع گفتگوی همکاری آسیا[۵۴]

#### گروه‌ها/احزاب خارجی
- اسماعیل هنیه، رئیس دفتر سیاسی حماس[۵۵]
- زیاد نخاله، دبیرکل جهاد اسلامی فلسطین[۵۶]
- نعیم قاسم،دبیرکل حزب‌الله لبنان[۵۷]
- محمد عبدالسلام، سخنگوی جنبش حوثی‌های یمن[۵۸]

### نکات قابل توجه
گفت و گوی اسماعیل قاآنی با نچیروان بارزانی (رئیس اقلیم کردستان عراق) و هاکان فیدان (وزیر امور خارجه ترکیه) در حاشیه مراسم، مورد توجه رسانه ها قرار گرفت.

## جُستارهای وابسته
- ترور اسماعیل هنیه